# Ухотићи (Ново Горажде)
Ухотићи су насељено мјесто у општини Ново Горажде, Република Српска, БиХ. Према попису становништва из 2013. насеље више нема становника.

## Историја
Прије рата, насеље се у потпуности налазило у саставу предратне општине Горажде. Послије потписивања Дејтонског мировног споразума, дио његове територије улази у састав Републике Српске.

## Становништво
Према званичним пописима, Ухотићи су имали сљедећи етнички састав становништва:
| Националност | 1991.       | 1981.       | 1971.       |
| Муслимани    | 21 (65,63%) | 26 (59,09%) | 39 (50,00%) |
| Срби         | 11 (34,38%) | 18 (40,91%) | 39 (50,00%) |
| Укупно       | 32          | 44          | 78          |

| Демографија | Демографија | Демографија |
| Година      | Становника  | Становника  |
| ----------- | ----------- | ----------- |
| 1971.       | 78          |             |
| 1981.       | 44          |             |
| 1991.       | 32          |             |
| 2013.       | 0           |             |